# Академічне веслування на літніх Олімпійських іграх 2016 — парні двійки, легка вага (чоловіки)
Змагання з академічного веслування серед двійок (чоловіки) на літніх Олімпійських іграх 2016 пройшли з 7 по 12 серпня в Лагуні Родрігу-ді-Фрейташ. Участь брали 40 спортсменів.

## Призери
| Золото                          | Срібло                                   | Бронза                                   |
| Жеремі Азу (FRA) П'єр Уен (FRA) | Пол О'Донован (IRL) Гері О'Донован (IRL) | Крістоффер Брун (NOR) Аре Страндлі (NOR) |

## Рекорди
Станом на 7 серпня 2016 світовий і олімпійський рекорди були такими:
| Світовий рекорд     | Жеремі Азу та Стані Делейр (Франція)        | 06:09,260 | Варезе, Італія                      | 21 червня 2015 |
| Олімпійський рекорд | Марк Гантер та Зек Перчес (Велика Британія) | 06:11,300 | Пекін, Китайська Народна Республіка | 17 серпня 2008 |

## Розклад
Час місцевий (UTC−3).
| Дата      | Час         | Раунд            |
| --------- | ----------- | ---------------- |
| 7 серпня  | 11:20–11:50 | Попередній етап  |
| 8 серпня  | 09:40–09:50 | Відбірковий етап |
| 9 серпня  | 11:30–11:40 | Півфінали C/D    |
| 10 серпня | 09:10–09:20 | Півфінали A/B    |
| 10 серпня | 12:10 12:30 | Фінал D Фінал C  |
| 12 серпня | 09:20       | Фінал B          |
| 12 серпня | 10:20       | Фінал A          |

## Змагання

### Попередній етап
Перші два спортсмени з кожного заїзду безпосередньо проходять до півфіналу змагань. Всі інші спортсмени потрапляють у відбіркові заїзди, де будуть розіграні ще чотири півфінальних місця.

#### Заїзд 1
| Місце | Спортсмен                                   | Час     |
| ----- | ------------------------------------------- | ------- |
| 1     | Пол О'Донован (IRL) Гері О'Донован (IRL)    | 6:23.72 |
| 2     | Марчелло Міані (ITA) Андреа Мікелетті (ITA) | 6:24.10 |
| 3     | Мадс Расмуссен (DEN) Расмус Квіст (DEN)     | 6:33.67 |
| 4     | Моріц Мос (GER) Джейсон Осборн (GER)        | 6:40.48 |
| 5     | Хюсеїн Кандемір (TUR) Енес Кюшку (TUR)      | 6:41.67 |

#### Заїзд 2
| Місце | Спортсмен                                    | Час     |
| ----- | -------------------------------------------- | ------- |
| 1     | Крістоффер Брун (NOR) Аре Страндлі (NOR)     | 6:24.81 |
| 2     | Ендрю Кемпбелл (USA) Джошуа Конєчни (USA)    | 6:26.56 |
| 3     | Феліпе Карденас (CHI) Бернардо Герреро (CHI) | 6:38.95 |
| 4     | Бернгард Зібер (AUT) Пауль Зібер (AUT)       | 6:43.37 |
| 5     | Цзю Хіньчжунь (HKG) Тан Цзюман (HKG)         | 6:45.05 |

#### Заїзд 3
| Місце | Спортсмен                                          | Час     |
| ----- | -------------------------------------------------- | ------- |
| 1     | Жеремі Азу (FRA) П'єр Уен (FRA)                    | 6:24.62 |
| 2     | Мілош Янковський (POL) Артур Міколайчевський (POL) | 6:27.70 |
| 3     | Хіросі Накано (JPN) Хідекі Омото (JPN)             | 6:34.27 |
| 4     | Рауль Ернандес (CUB) Ліосбель Ернандес (CUB)       | 6:39.79 |
| 5     | Андре Матьяш (ANG) Жан-Люк Расамоеліна (ANG)       | 6:58.93 |

#### Заїзд 4
| Місце | Спортсмен                                 | Час     |
| ----- | ----------------------------------------- | ------- |
| 1     | Джон Сміт (RSA) Джеймс Томпсон (RSA)      | 6:23.10 |
| 2     | Річард Чемберс (GBR) Вілл Флетчер (GBR)   | 6:25.62 |
| 3     | Міхаель Шмід (SUI) Даніель Відеркер (SUI) | 6:29.95 |
| 4     | Сунь Мань (CHN) Ван Цзюньсінь (CHN)       | 6:30.83 |
| 5     | Вілліан Жиареттон (BRA) Хав'єр Вела (BRA) | 6:31.13 |

### Відбірковий етап
З кожного відбіркового заїзду у півфінал проходило по два спортсмени. Решта веслярів потрапляли до півфіналів C/D, де розігрували місця з 13-го по 20-е.

#### Заїзд 1
| Місце | Спортсмен                                    | Час     |
| ----- | -------------------------------------------- | ------- |
| 1     | Мадс Расмуссен (DEN) Расмус Квіст (DEN)      | 7:02.78 |
| 2     | Сунь Мань (CHN) Ван Цзюньсінь (CHN)          | 7:03.88 |
| 3     | Рауль Ернандес (CUB) Ліосбель Ернандес (CUB) | 7:07.17 |
| 4     | Феліпе Карденас (CHI) Бернардо Герреро (CHI) | 7:11.38 |
| 5     | Хюсеїн Кандемір (TUR) Енес Кюшку (TUR)       | 7:13.49 |
| 6     | Андре Матіас (ANG) Жан-Люк Расамоеліна (ANG) | 7:29.73 |

#### Заїзд 2
| Місце | Спортсмен                                 | Час     |
| ----- | ----------------------------------------- | ------- |
| 1     | Моріц Мос (GER) Джейсон Осборн (GER)      | 7:05.36 |
| 2     | Бернгард Зібер (AUT) Пауль Зібер (AUT)    | 7:06.41 |
| 3     | Міхаель Шмід (SUI) Даніель Відеркер (SUI) | 7:07.90 |
| 4     | Вілліан Жиареттон (BRA) Хав'єр Вела (BRA) | 7:11.20 |
| 5     | Хіросі Накано (JPN) Хідекі Омото (JPN)    | 7:13.60 |
| 6     | Цзю Хіньчжунь (HKG) Тан Цзюман (HKG)      | 7:22.05 |

### Півфінали

#### Півфінали C/D
Перші три спортсмени з кожного заїзду проходять у фінал C, інші потрапляють у фінал D.

##### Заїзд 1
| Місце | Спортсмен                                    | Час     |
| ----- | -------------------------------------------- | ------- |
| 1     | Вілліан Жиареттон (BRA) Хав'єр Вела (BRA)    | 7:27,34 |
| 2     | Рауль Ернандес (CUB) Ліосбель Ернандес (CUB) | 7:30,13 |
| 3     | Хіросі Накано (JPN) Хідекі Омото (JPN)       | 7:30,64 |
| 4     | Андре Матіас (ANG) Жан-Люк Расамоеліна (ANG) | 7:39,59 |

##### Заїзд 2
| Місце | Спортсмен                                    | Час     |
| ----- | -------------------------------------------- | ------- |
| 1     | Міхаель Шмід (SUI) Даніель Відеркер (SUI)    | 7:22,15 |
| 2     | Хюсеїн Кандемір (TUR) Енес Кюшку (TUR)       | 7:24,14 |
| 3     | Феліпе Карденас (CHI) Бернардо Герреро (CHI) | 7:24,71 |
| 4     | Цзю Хіньчжунь (HKG) Тан Цзюман (HKG)         | 7:33,47 |

### Півфінали A/B
Перші три спортсмени з кожного заїзду проходять у фінал A, інші потрапляють у фінал B.

#### Заїзд 1
| Місце | Спортсмен                                 | Час     |
| ----- | ----------------------------------------- | ------- |
| 1     | Жеремі Азу (FRA) П'єр Уен (FRA)           | 6:34,43 |
| 2     | Ендрю Кемпбелл (USA) Джошуа Конєчни (USA) | 6:35,19 |
| 3     | Пол О'Донован (IRL) Гері О'Донован (IRL)  | 6:35,70 |
| 4     | Річард Чемберс (GBR) Вілл Флетчер (GBR)   | 6:38,76 |
| 5     | Моріц Мос (GER) Джейсон Осборн (GER)      | 6:59,28 |
| 6     | Сунь Мань (CHN) Ван Цзюньсінь (CHN)       | 7:01,49 |

#### Заїзд 2
| Місце | Спортсмен                                          | Час     |
| ----- | -------------------------------------------------- | ------- |
| 1     | Джон Сміт (RSA) Джеймс Томпсон (RSA)               | 6:38,01 |
| 2     | Крістоффер Брун (NOR) Аре Страндлі (NOR)           | 6:38,65 |
| 3     | Мілош Янковський (POL) Артур Міколайчевський (POL) | 6:40,23 |
| 4     | Марчелло Міані (ITA) Андреа Мікелетті (ITA)        | 6:40,45 |
| 5     | Мадс Расмуссен (DEN) Расмус Квіст (DEN)            | 6:45,05 |
| 6     | Бернгард Зібер (AUT) Пауль Зібер (AUT)             | 6:53,62 |

### Фінали

#### Фінал D
| Місце | Спортсмен                                    | Час     |
| ----- | -------------------------------------------- | ------- |
| 1     | Цзю Хіньчжунь (HKG) Тан Цзюман (HKG)         | 6:57,95 |
| 2     | Андре Матіас (ANG) Жан-Люк Расамоеліна (ANG) | 7:01,74 |

#### Фінал C
| Місце | Спортсмен                                    | Час     |
| ----- | -------------------------------------------- | ------- |
| 1     | Міхаель Шмід (SUI) Даніель Відеркер (SUI)    | 6:42,57 |
| 2     | Вілліан Жиареттон (BRA) Хав'єр Вела (BRA)    | 6:44,80 |
| 3     | Хіросі Накано (JPN) Хідекі Омото (JPN)       | 6:45,81 |
| 4     | Хюсеїн Кандемір (TUR) Енес Кюшку (TUR)       | 6:47,06 |
| 5     | Феліпе Карденас (CHI) Бернардо Герреро (CHI) | 6:47,67 |
| 6     | Рауль Ернандес (CUB) Ліосбель Ернандес (CUB) | 6:47,80 |

#### Фінал B
| Місце | Спортсмен                                   | Час     |
| ----- | ------------------------------------------- | ------- |
| 1     | Річард Чемберс (GBR) Вілл Флетчер (GBR)     | 6:28,81 |
| 2     | Марчелло Міані (ITA) Андреа Мікелетті (ITA) | 6:29,52 |
| 3     | Моріц Мос (GER) Джейсон Осборн (GER)        | 6:32,30 |
| 4     | Мадс Расмуссен (DEN) Расмус Квіст (DEN)     | 6:34,72 |
| 5     | Сунь Мань (CHN) Ван Цзюньсінь (CHN)         | 6:40,74 |
| 6     | Бернгард Зібер (AUT) Пауль Зібер (AUT)      | 6:42,19 |

#### Фінал A
| Місце | Спортсмен                                          | Час     |
| ----- | -------------------------------------------------- | ------- |
| 1     | Жеремі Азу (FRA) П'єр Уен (FRA)                    | 6:30,70 |
| 2     | Пол О'Донован (IRL) Гері О'Донован (IRL)           | 6:31,23 |
| 3     | Крістоффер Брун (NOR) Аре Страндлі (NOR)           | 6:31,39 |
| 4     | Джон Сміт (RSA) Джеймс Томпсон (RSA)               | 6:33,29 |
| 5     | Ендрю Кемпбелл (USA) Джошуа Конєчни (USA)          | 6:35,07 |
| 6     | Мілош Янковський (POL) Артур Міколайчевський (POL) | 6:42,00 |